# Ākerd
Ākerd (persiska: آكرد) är en ort i Iran.   Den ligger i provinsen Mazandaran, i den norra delen av landet, 220 km öster om huvudstaden Teheran. Ākerd ligger 1 274 meter över havet och antalet invånare är 372.
Terrängen runt Ākerd är kuperad åt nordost, men åt sydväst är den bergig. Runt Ākerd är det ganska tätbefolkat, med 104 invånare per kvadratkilometer. Närmaste större samhälle är Bīsheh Band, 18,6 km nordost om Ākerd. I omgivningarna runt Ākerd växer i huvudsak blandskog.